# Omarama
Omarama – miasto w Nowej Zelandii, na Wyspie Południowej, w regionie Canterbury.